# 尼克·湯普森
尼克·湯普森（Nick Thompson，1986年5月5日—），是一名出生於英國利明頓的帆船運動員。

## 外部連結
- Nick Thompson的Facebook專頁
- Nick Thompson的X（前Twitter）
- Nick Thompson （页面存档备份，存于） - ISAF